# Montagne dell'America centrale
Elenco di montagne dell'America centrale, suddivise per stato.

## Belize
- Monti Cockscomb
- Victoria Peak
- Monti Maya

## Costa Rica
- Blanco (3.554 m)
- Cerro Chirripó Grande
- Cerro Chirripó (3.820 m)
- Cordigliera di Guanacaste
- Cordigliera di Talamanca
- Kamok (3.549 m)
- Sierra de Tilarán
- Terbi (3.761 m)

## Guatemala
- Catena della Sierra Madre de Chiapas
- Monti Maya
- Tajumulco (4.220 m)
- Tacaná (4.092 m), al confine con il Messico

## Panama
- Bruja
- Cerro Echandi
- Cordillera de San Blas
- Santa Rita (Panamà)
- Serrania del Darién

## Porto Rico
- Cerro de Punta (1.338 metri)
- Rosas (1.267 m)
- Guilarte (1.205 m)
- Cerro Maravilla (1.182 m)
- Toro Negro (1.074 m)
- El Yunque (1.065 m)
- Pico Del Oeste (1.056 m)
- El Cacique (1.020 m)
- Tres Picachos (1.204 m)
- Mount Briton (937 m)
- La Mina (931 m)
- Las Tetas De Cayey